# The Dictator (1935)
The Dictator is een historische film uit 1935, geregisseerd door Victor Saville en met Madeleine Carroll en Clive Brook in de hoofdrollen. De film is los gebaseerd op de geschiedenis van dokter Johann Friedrich Struensee en Koningin Caroline Mathilde van Wales en speelt zich in Denemarken af, ofschoon er geen Deens in gesproken wordt. Het scenario van de hand van Benn Levy, gebaseerd op een verhaal van H.G. Lustig en M. Logan in samenwerking met Hans Wilhelm, vormt een geromantiseerde versie van de affaire tussen de Duitse arts en de Deense koningin, die ten tijde van de Verlichting voor liberale hervormingen strijden, maar tegengewerkt worden door de reactionaire Juliana Maria van Brunswijk-Wolfenbüttel. In 1943 werd de The Dictator opnieuw uitgebracht onder de titel For the Love of a Queen. De film werd in de Londense Ealing Studios opgenomen.

## Verhaal
In 1766 trouwt Christiaan VII in Kopenhagen met Caroline Mathilde van Wales, zuster van George III van het Verenigd Koninkrijk. Ze weet niets over Denemarken en heeft haar man pas daags tevoren ontmoet. De jonge vorst is verontwaardigd wanneer ze hem uit haar slaapkamer gooit, en besluit een impulsief plezierreisje naar Hamburg te maken. In een taveerne of bordeel, waar hij zich voor ene Mijnheer Fredericks uitgeeft, geraakt hij dusdanig beschonken dat hij bewusteloos ter aarde zijgt. Wanneer de bazin van het etablissement Dr. Struensee laat halen, ziet hij de koninklijke staf op een stoel liggen en weet meteen met wie hij te maken heeft. Hij werpt de koning in een tobbe koud water en vermaant hem dat hij zich door zijn entourage van adviseurs laat leiden in plaats van zelf initiatieven te nemen. Graaf Brandt, de ceremoniemeester van Christiaan, wil Struensee laten arresteren, maar de koning eist daarentegen dat de arts ’s anderendaags met hem terug naar Denemarken trekt, namelijk als zijn persoonlijk medisch adviseur. Hij is de enige die hem ooit de waarheid heeft gezegd, aldus Christiaan.
In Kopenhagen merkt Struensee dat de koning de speelbal van zijn stiefmoeder Juliana is, die de ministerraad voorzit en alle documenten simpelweg door Christiaan laat ondertekenen. Er heerst hongersnood en een pokkenepidemie; Struensee spoort de koning aan zelf de ministerraad te dirigeren en te verordenen dat Frederiksberg Slot tot ziekenhuis voor de kinderen van de armen wordt ingericht.
Koningin Mathilde wil Struensee niet ontvangen; hierop besluit hij haar hond te ontvoeren, zodat hij hem vervolgens persoonlijk naar haar toe kan brengen. Tijdens de audiëntie waarop hij zichzelf met deze list heeft uitgenodigd, moedigt hij de koningin aan zich nuttig te maken en een actievere rol in de Deense politiek te spelen. Hij waarschuwt haar dat de tijden aan het veranderen zijn en dat het volk de autoriteit van adel en monarchie niet zomaar meer blindelings aanvaardt.
Er breekt een schermutseling op straat uit, waarbij een hoop proletariërs, die protesteren tegen de taks op zout en vlees, de koets bestormt waarin de koningin zich bevindt. Struensee klautert op het dak van de koets en spreekt de menigte toe met het verzonnen nieuws dat de zout- en vleestaks afgeschaft wordt. In het paleis vraagt de koningin hem wat hij zal doen indien het volk achterhaalt dat het een leugen was; ze biedt hem haar steun aan om de taks daadwerkelijk op te heffen. In de daaropvolgende maanden worden met de ondersteuning van de koningin nog meer belastingen afgeschaft, en in 1771 wordt een taks op kastelen en landhuizen geïntroduceerd.
Juliana, de koningin-moeder, is zeer misnoegd omtrent al deze liberale hervormingen; zij beschouwt Struensee als een opportunist die er alleen op uit is, zelf in de eilte opgenomen te worden. Op suggestie van de minister, Graaf Guldberg, besluit Caroline Juliana tot een weddenschap uit te dagen; ze biedt Struensee een kasteel genaamd Hartenberg, met de bijbehorende titel van graaf, aan en is er zeker van dat hij het zal weigeren. Tot haar grote teleurstelling aanvaardt de arts het kasteel met veel plezier.
Op 10 oktober 1771 wordt Struensee, begeleid door een grote delegatie afgevaardigden uit diverse landen, in kasteel Hartenberg tot graaf geslagen. Prompt treedt de dokter naar buiten, vóór een verzamelde volksmenigte, en vanaf de trappen verkondigt hij dat het kasteel met onmiddellijke ingang een openbaar ziekenhuis wordt en dat alle pachters van zijn landerijen voortaan vrije burgers zijn. Door deze geste wordt Koningin Mathilde gesterkt in haar overtuiging dat Struensee een verlichte geest is en het beste met Denemarken voorheeft. Ze creëert onverwijld de Mathilde-Orde en neemt Struensee erin op. De Britse ambassadeur, Sir Murray Keith, is een Schot die in kilt gekleed gaat. Hij vertelt de koningin dat Struensee de kleinzoon van een boer is; volgens hem kan hij wel een goed staatsman zijn, maar nooit een heer worden. Om zijn uitspraak te bekrachtigen, verwedt hij zijn horloge erop.
Nu Struensee ook de censuur heeft afgeschaft, beginnen er karikaturen verspreid te worden, waarin gesuggereerd wordt dat de koningin een affaire met Struensee heeft. Hiervoor wil Sir Murray haar waarschuwen, wanneer hij ziet dat ze een broek aan heeft. Hij vindt dit ongepast, maar Caroline herinnert hem eraan dat hij uitgerekend een rok draagt. De weddenschap loopt nog steeds: Sir Murray zal haar zijn horloge schenken indien ze kan bewijzen dat ze van Struensee een heer heeft gemaakt.
Juliana wordt steeds verbolgener door Struensees toenemende invloed aan het hof, en wanneer hij ook nog de ministerraad laat ontbinden, is voor haar de maat vol. Ze verzint een list en laat bewijsmateriaal vervalsen waaruit moet blijken dat Caroline en Struensee een liefdesaffaire onderhouden, wat overigens ook daadwerkelijk het geval is. Caroline bezoekt de arts ’s nachts in het geniep en dwingt hem toe te geven dat hij verliefd op haar is. Minister Guldberg waarschuwt Struensee dat hij de macht van de koningin-moeder niet moet onderschatten. Christiaan VII reageert evenwel averechts op het nieuws dat zijn vrouw overspel pleegt: hij vindt het buitengewoon vermakelijk. Op aanraden van Juliana organiseert hij dan maar een groot feest.
Het feest is een decadent drinkgelag met prostituees; de bedoeling is Caroline te vernederen. Wanneer de koning een uitval naar Struensee doet, verlaten de arts en de koningin verontwaardigd de feestdis. Eensklaps stormt een legerregiment de feestzaal binnen; Christiaan wordt naar Juliana geleid, die hem dwingt een arrestatiebevel voor Struensee te ondertekenen, niettegenstaande de tranerige bezwering van de koning dat hij Struensee wel mag en dat de hele vertoning eigenlijk maar als grap bedoeld was.
Struensee zit in de gevangenis en heeft minister Guldberg op bezoek, die hem vertelt dat het eenvoudiger zou zijn, gewoonweg een bekentenis te ondertekenen dan een lange en nutteloze rechtszaak te ondergaan. De arts weigert te bekennen dat hij een affaire met de koningin heeft, maar verklaart dat hij reeds maandenlang vele duizenden aan openbare gelden heeft verduisterd. Een dergelijke bekentenis wil hij ondertekenen op voorwaarde dat Caroline gespaard wordt.
De koningin wordt tot verbanning veroordeeld, Struensee tot de doodstraf. Sir Murray Keith denkt dat hij de koningin gesluierd naar haar koets begeleidt, maar in werkelijkheid is het een van haar hofdames; Caroline begeeft zich incognito naar Struensees cel voor een laatste afscheid. Hij beweert dat zijn liefde voor haar slechts een machtsspelletje was, maar Caroline gelooft hem niet. Wanneer het schip aanmeert dat Caroline terug naar Engeland zal brengen, staat ze erop dat ze Denemarken niet vóór de executie zal verlaten, die bij dageraad plaats zal vinden. Bij het aanbreken van de dag is Stuensee geëxecuteerd en moet Caroline vertrekken. Sir Murray stopt zijn horloge in de handen van de koningin.

## Rolverdeling
| Acteur            | Personage                  |
| ----------------- | -------------------------- |
| Clive Brook       | Dr. Struensee              |
| Madeleine Carroll | Koningin Caroline Mathilde |
| Emlyn Williams    | Koning Christiaan VII      |
| Helen Haye        | Koningin Juliana           |
| Alfred Drayton    | Graaf Brandt               |
| Nicholas Hannen   | Graaf Guldberg             |
| Gibb McLaughlin   | Sir Murray Keith           |

## Voetnoten
1. ↑  Dit is historisch niet correct. Struensee is nooit in de adelstand verheven en het kasteel Hardenberg, op Lolland, werd in de 18de eeuw Krenkerup genoemd.
2. ↑  In werkelijkheid werd de koningin naar Duitsland verbannen.